# 이오 (신화)

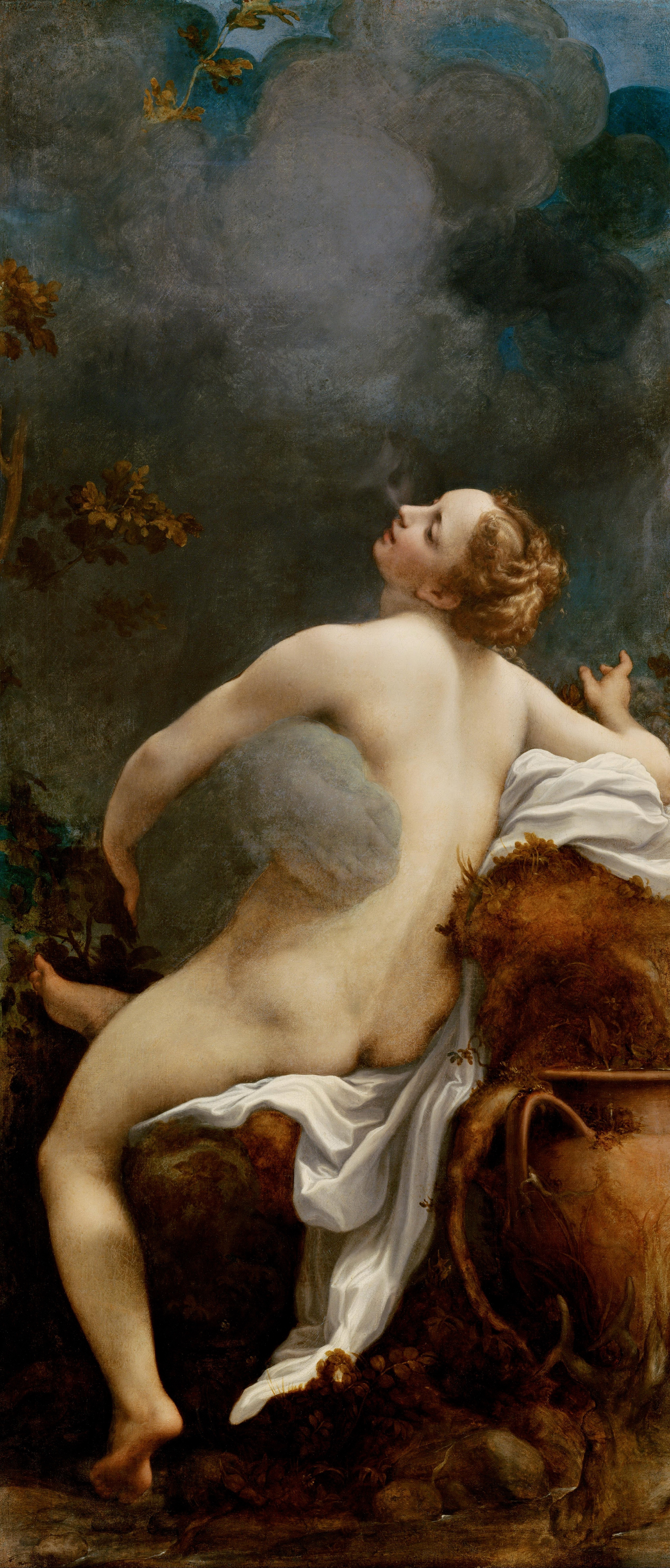
제우스와 이오 - 안토니오 다 코레조 작.

이오(그리스어: Ιω)는 그리스 신화의 강의 신 이나코스의 딸이다. 이오니아해와 보스포루스 해협, 목성의 위성 이오의 이름의 근원이다. 또한 페르세우스, 카드모스, 헤라클레스, 미노스, 린케우스, 케페우스, 다나오스와 같은 수많은 왕과 영웅들의 조상이기도 하다. 천문학자 시몬 마리우스는 1614년 목성의 한 위성에 이오의 이름을 붙였다.
포로네우스의 여동생이었기 때문에 포로니스(포로네우스의 형용사형: "포로네이아")라고도 불린다. 이오는 이집트 여신 이시스로, 그녀의 남편 텔레고노스는 오시리스로 대응되었다.

## 가족
대부분의 전설에서 이오는 이나코스의 딸이었다. 하지만 다양한 다른 계보들도 알려져 있다. 만약 아버지가 이나코스였다면, 어머니는 아마도 이나코스의 아내(이자 누이)인 오케아노스의 딸인 오케아니스 님프 멜리아였을 것이다. 멜리아는 이나코스의 딸로서 이나키스(Ἰναχίς)라는 부칭을 가지고 있었다.
이오의 아버지는 《여인 목록》에서 페이렌, 그리고 아쿠실라오스에 의해 명명되었으며, 이는 아마도 연장자 아르고스의 아들일 가능성이 높으며, 페이라스, 페이안투스 또는 페이라수스로도 알려져 있다. 따라서 이오는 알렉산드리아의 헤시키오스가 제안한 대로 페이안투스의 딸 칼리티아와 동일할 수 있다.
서기 2세기 지리학자 파우사니아스는 포로네우스의 후손이자 이아소스의 딸인 또 다른 이오를 언급하는데, 이아소스는 아르고스 왕과 아소포스의 딸인 이시메네, 또는 트리오파스와 소시스의 아들이었다. 후자의 경우 이오의 어머니는 레우카네였다.

## 신화

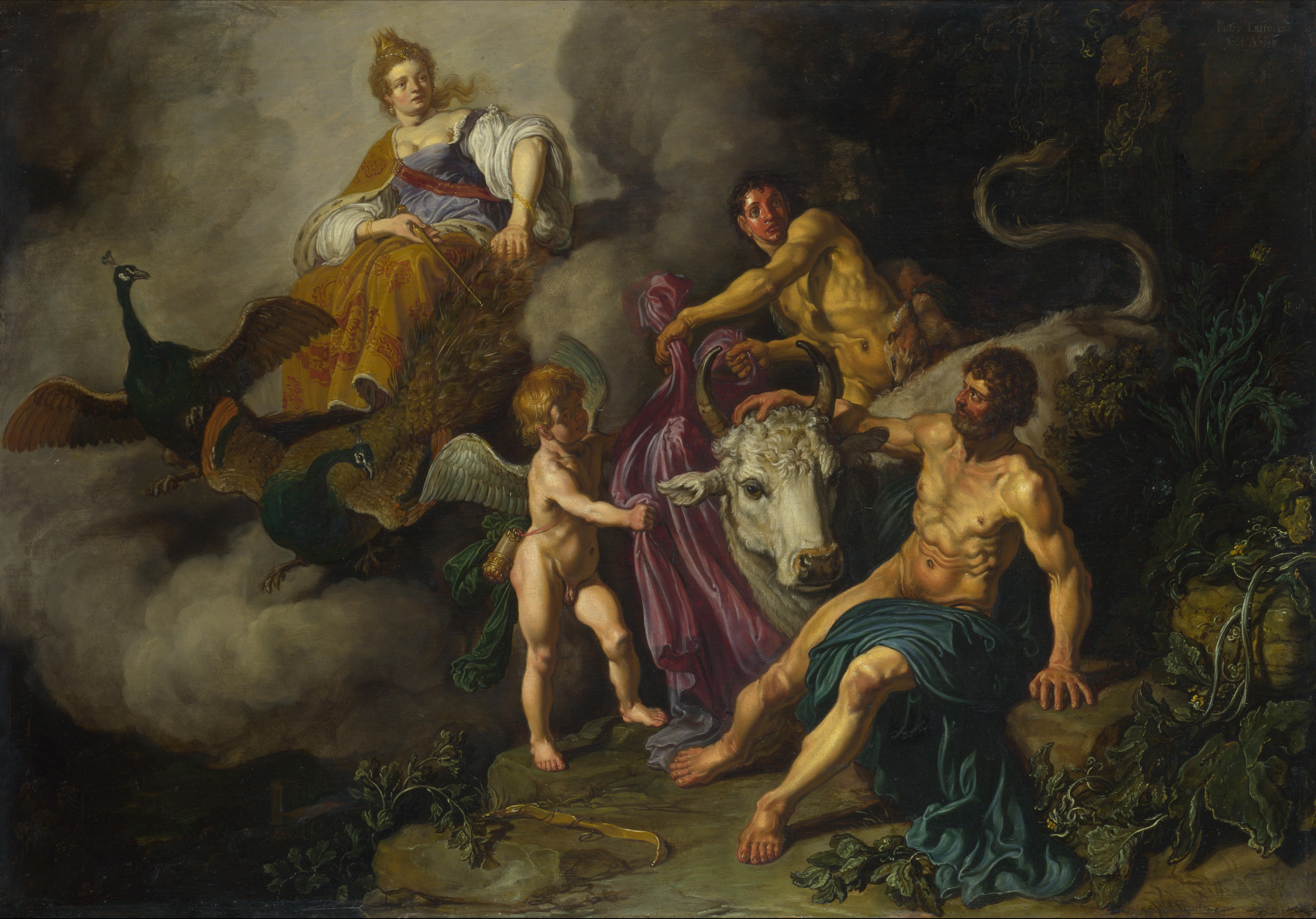
유노가 이오와 함께 있는 유피테르를 발견하다 - 피터르 라스트만

어느날, 제우스는 이오와 사랑을 나누던 중 헤라에게 들키고 만다. 이오는 아르고스에 있는 여신 헤라의 여사제였다. 그녀의 아버지 이나코스는 아르고스에 헤라 숭배를 도입했다고 전해진다. 제우스는 이오를 알아보고 그녀에게 욕정을 품었다. 《결박된 프로메테우스》에 나오는 신화에 따르면, 이오는 처음에는 제우스의 접근을 거부하다가 신탁의 조언에 따라 아버지가 그녀를 집에서 쫓아냈다. 어떤 이야기에서는 제우스가 아내로부터 이오를 숨기기 위해 이오를 소로 변신시켰다고 한다. 다른 이야기에서는 헤라 자신이 이오를 변신시켰다고 주장한다.
제우스가 이오를 변신시킨 이야기에서는 속임수가 실패했고, 헤라는 제우스에게 암소를 선물로 달라고 간청했는데, 제우스는 거절할 이유가 없어 그렇게 했다. 불운한 소녀를 불쌍히 여긴 대지의 여신 가이아는 제비꽃(고대 그리스어: ἴον ion[*])을 만들어서 암소가 먹을 수 있게 했고, 따라서 잘못된 민간어원에 기반하여 "이름이 유래된 곳에서 자란다"고 한다. 제비꽃의 다양한 색깔(빨간색, 보라색, 흰색)은 이오의 삶 때문에 변했는데, 수줍어하는 처녀의 붉은색, 암소의 보라색, 별의 흰색이었다. 헤라는 이오를 감시하고 제우스가 그녀를 방문하는 것을 막기 위해 눈이 100개 달린 거인 아르고스를 보냈고, 그래서 제우스는 헤르메스를 보내 아르고스의 주의를 분산시키고 결국 죽이도록 했다. 오비디우스에 따르면, 헤르메스는 먼저 팬파이프를 불고 이야기를 들려주어 아르고스를 잠재웠다. 제우스는 아직 암소의 모습인 이오를 풀어주었다. 일부 신화에서 헤라는 아르고스의 눈을 사용하여 자신의 공작새 깃털을 장식하여 거인의 도움에 감사했다.

파리스 보르도네, 목성과 이오. 예테보리 미술관

헤라는 화가 나서 소의 피를 빨아먹고 사는 등에에게 이오의 피를 빨아먹으며 괴롭히라고 명령한다. 등에는 이오의 등에 앉아 피를 마구 빨아먹자 고통스러운 이오는 등에를 떨쳐내기 위해 힘껏 달려 들을 지나고 강을 건너고 산을 넘고, 넓은 바다와 긴 해협을 건너기도 했다. 이오는 마침내 이집트 나일강을 건너게 된다. 기진맥진한 이오가 하늘을 보며 울자 제우스는 이오를 보고 다시는 이오를 만나지 않는 대가로 헤라와 제우스의 다툼이 끝나게 된다. 제우스는 땅으로 내려와 이오의 목덜미를 가볍게 쓰다듬자 이오는 요정의 모습으로 돌아온다. 이 때 이집트 사람들이 몰려와 이오를 여신으로 받아드리고 소를 그들의 신으로 모시게 되고.
이오는 모진 괴로움을 이겨 내고, 평화롭고 영예로운 나날을 보내게된다.
헤라는 복수를 위해 등에를 보내 이오를 계속 찔러 쉬지 않고 세상을 떠돌게 했다. 이오는 결국 프로폰티스와 흑해 사이의 길을 건너게 되었고, 이 길은 보스포루스("소 통로"라는 의미)라는 이름을 얻게 되었다. 그곳에서 이오는 제우스에 의해 캅카스에 묶여 있던 프로메테우스를 만났다. 프로메테우스는 이오에게 인간의 모습으로 돌아와 모든 영웅 중 가장 위대한 헤라클레스의 조상이 될 것이라는 정보를 주어 위로했다. 이오는 이오니아해를 건너 이집트로 도망쳤고, 그곳에서 제우스에 의해 인간의 모습으로 돌아왔다. 그곳에서 그녀는 제우스의 아들 에파포스와 딸 케로에사를 낳았다. 그녀는 나중에 이집트의 왕 텔레고노스와 결혼했다. 그들의 손자인 다나오스는 결국 50명의 딸들(다나오스의 딸들)과 함께 그리스로 돌아왔고, 이는 아이스킬로스의 희곡 《탄원하는 여인들》에 기록되어 있다.
이오의 신화는 호메로스에게 잘 알려져 있었을 것이다. 호메로스는 종종 헤르메스를 아르게이폰테스라고 불렀는데, 이는 종종 "아르고스 살해자"로 번역되지만, 이 해석은 로베르트 베케스에 의해 논쟁이 되고 있다. 발터 부르케르트는 이오 이야기가 고대 서사시 전통에서 최소 네 번 언급되었으며, 그 흔적이 남아 있다고 지적한다: 다나이스, 포로니스—히기누스의 파불라이 274와 143에 따르면 포로네우스가 헤라 숭배를 확립했다—헤시오도스의 아이기미오스 조각, 그리고 단편적인 헤시오도스의 《여인 목록》. 이오에 대한 애도 기념식은 고대 시대까지 아르고스의 헤라이온에서 행해졌다.
고대인들은 이오를 달과 연결시켰고, 아이스킬로스의 《결박된 프로메테우스》에서 이오가 프로메테우스를 만났을 때, 그녀는 자신을 "뿔 달린 처녀"라고 언급한다. 포로네우스와의 관계(자매 또는 후손) 때문에 이오는 때때로 포로니스라고 불린다.
윌리엄 스미스의 《그리스 로마 인명 사전》에 따르면, 이오는 어느 시점에 다말리스에 상륙했고, 칼케돈 사람들은 그곳에 청동 소를 세웠다.

### 이오와 이시스
리두스와 그의 아내 텔레투사는 크레타에 사는 가난한 부부였다. 텔레투사가 임신하자 남편은 딸을 가질 형편이 못 된다며 딸이 태어나면 죽일 수밖에 없다고 말한다. 8개월 후 이오는, 이야기 후반에 이시스로 언급되는데, 텔레투사에게 환상으로 나타나 딸이 태어나면 키워야 하고 남편에게 아들이며 이름은 이피스라고 말해야 한다고 알려준다.

이야기 후반에, 이시스(이오)는 이피스가 약혼자 이안테와 결혼해야 할 때 이피스의 성별을 바꾼다.

## 역사적 기록
헤로도토스가 인용한 페르시아쪽 기록에 따르면 그리스 기록과 달리 이오는 페니키아인들에 의해 납치를 당해 이집트로 끌려온 것이라고 주장한다.
헤로도토스의 책 역사에 따르면 원래 이오는 헬라스(그리스)의 아르고스 지역의 지도자 이나코스의 딸로 일행과 해변을 산책하고 있었는데, 해변에는 아르고스에서 교역중이던 포이니케(페니키아)인들이 있었고 포이니케 인들은 이오를 비롯한 여인들은 납치해서 이이귑토스(이집트)로 도망쳤다는 기록이 있다. (1권 1~2장)
한편 같은 책이 인용된 포이니케인들의 기록은 또 달라서 이오는 납치된게 아니라 아르고스에서 포이니케인 선장과 사귀던 중 혼전임신을 하게 되고 이것이 부모에게 들킬까 두려워 선장과 같이 몰래 도망쳤다고 주장한다.(1권 5장)

## 갤러리

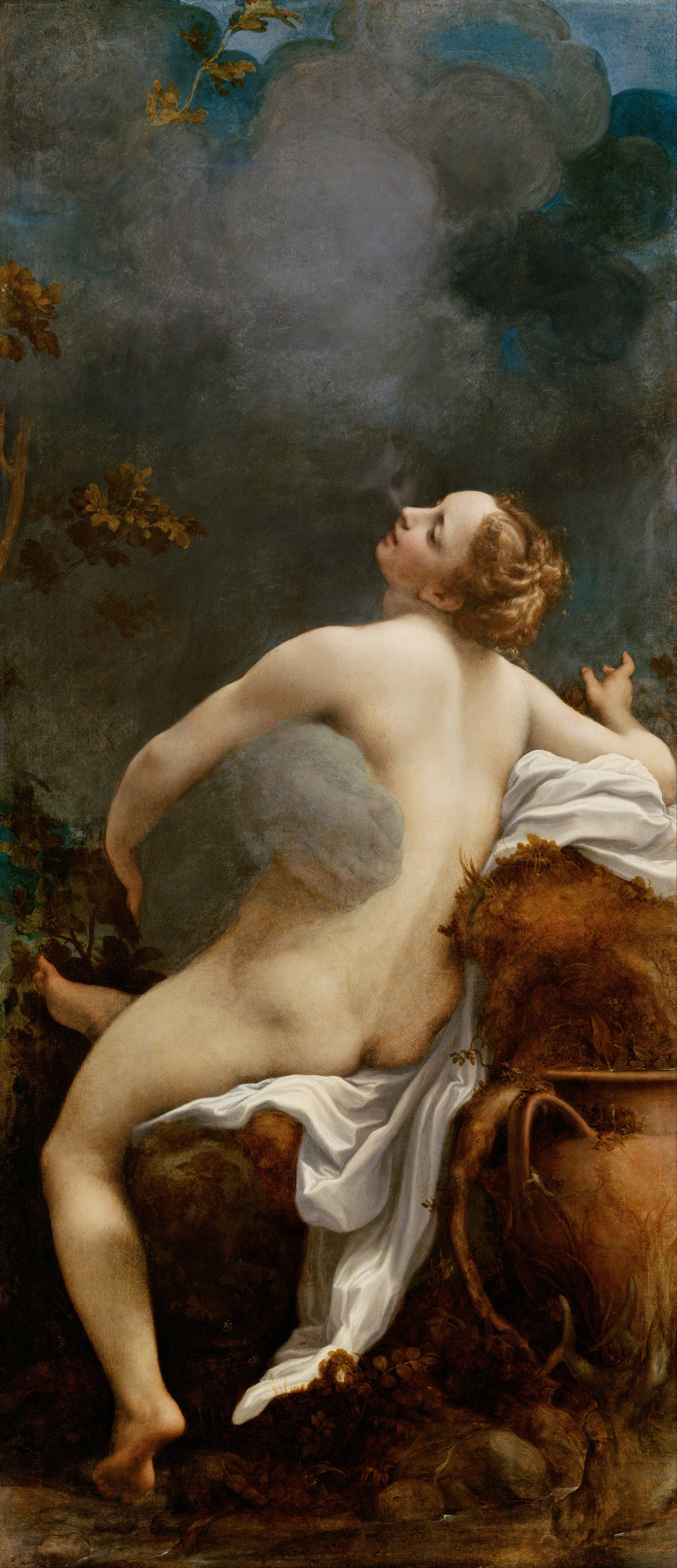
안토니오 다 코레조의 목성과 이오
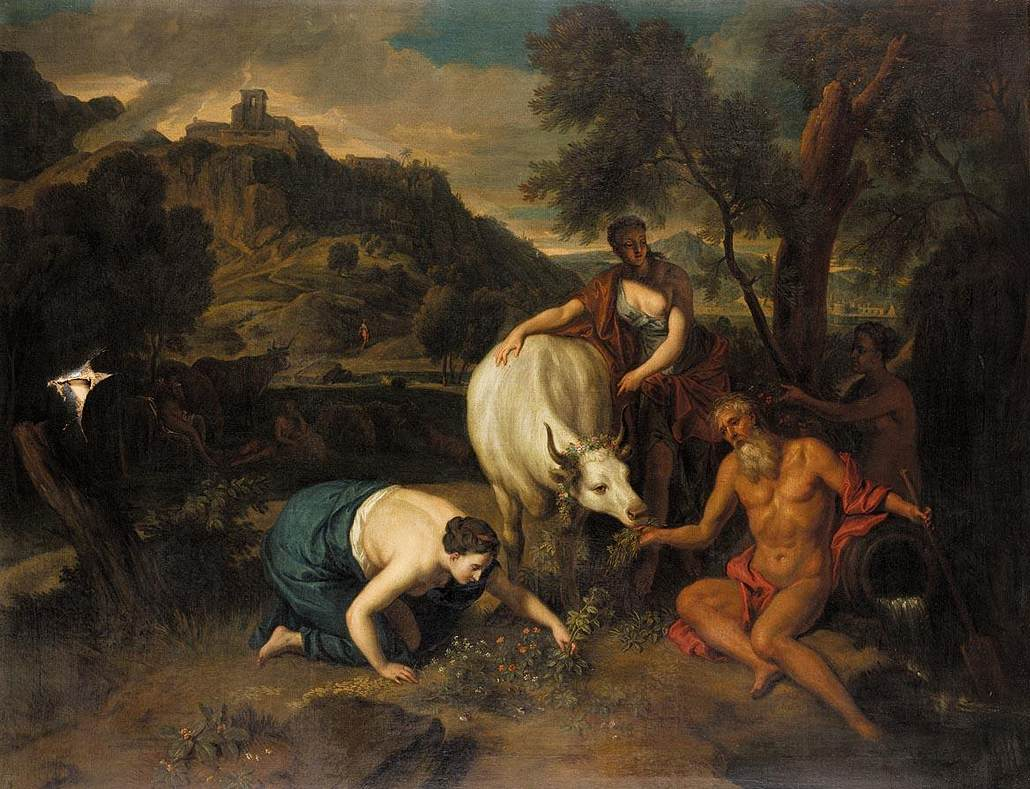
빅토르 오노레 얀센스(17세기 후반)의 아버지에게 인정받은 이오
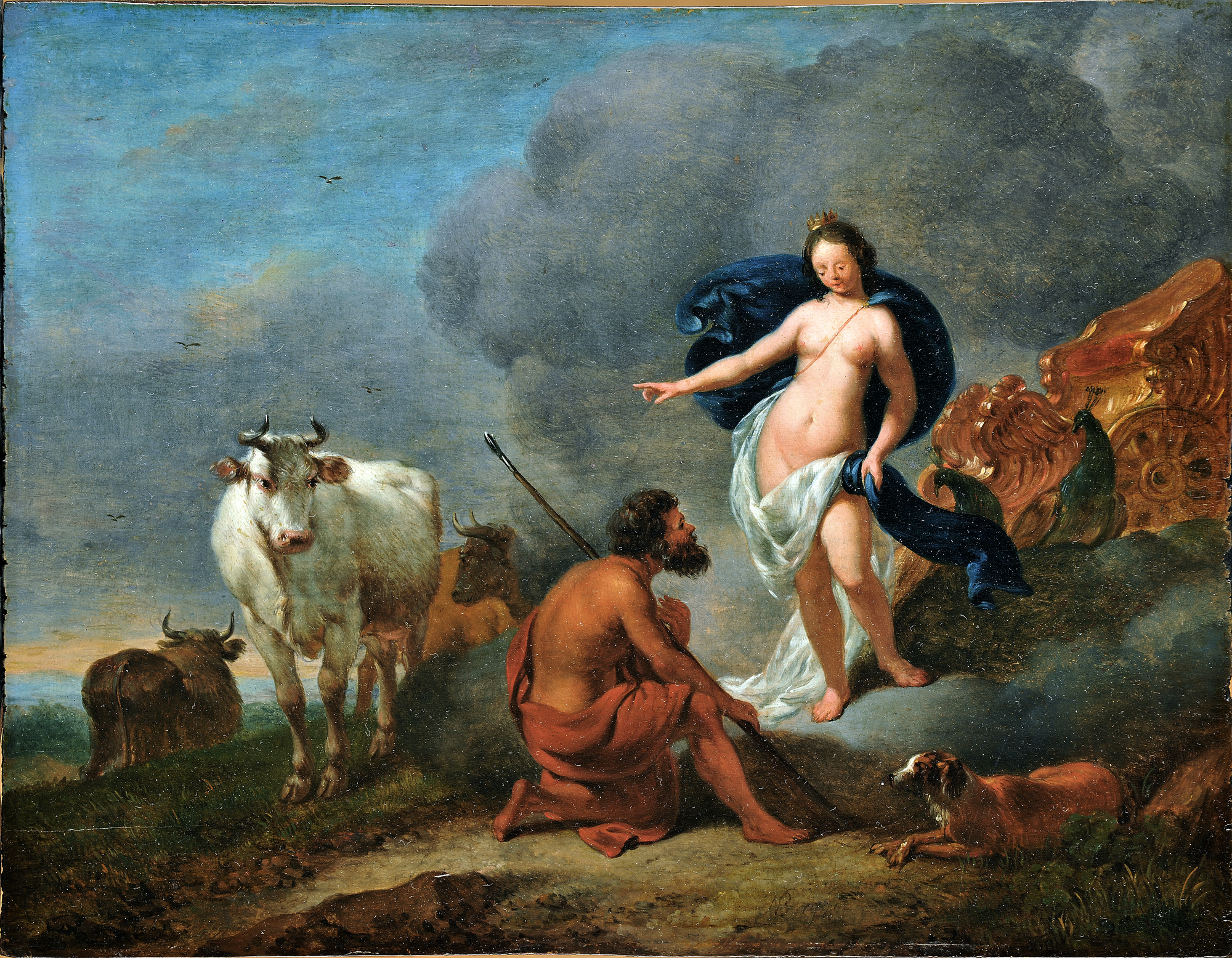
니콜라스 피터르손 베르헴의 헤라와 이오 (약 1669년)
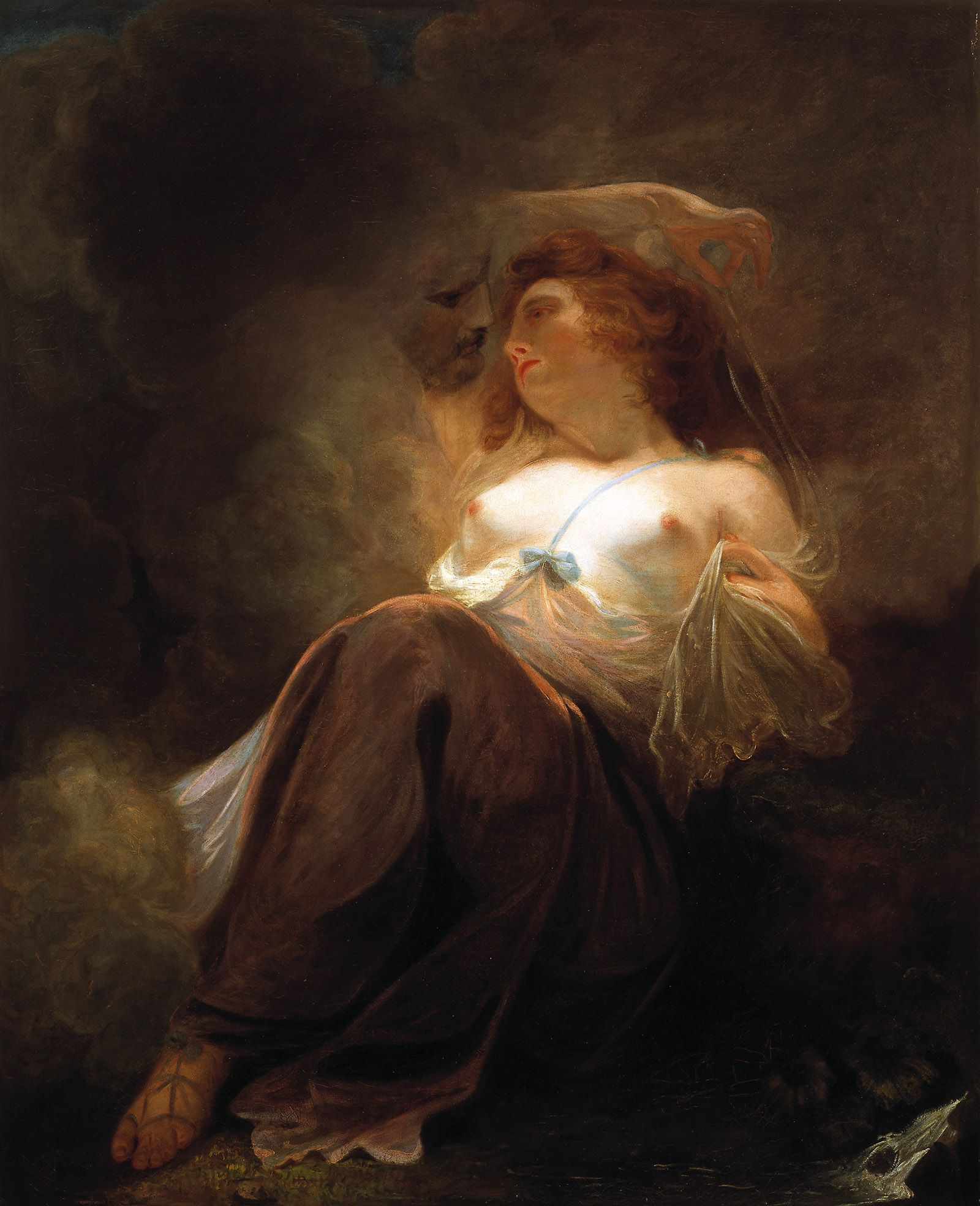
존 홉너의 목성과 이오 (1785), 덴버 미술관 소장
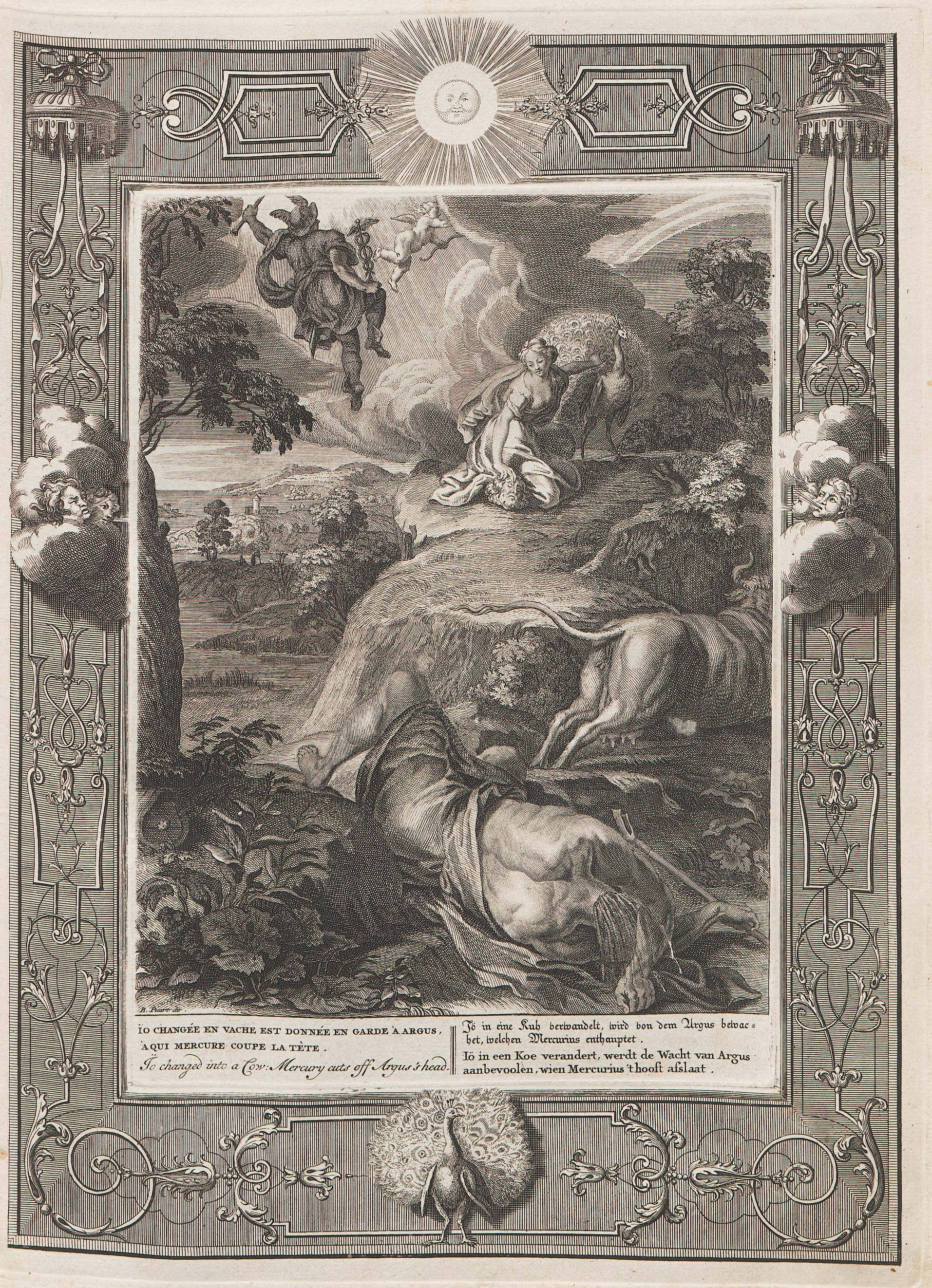
베르나르 피카르의 《새로 개방된 뮤즈의 사원》(1733), 하이델베르크 대학교 소장
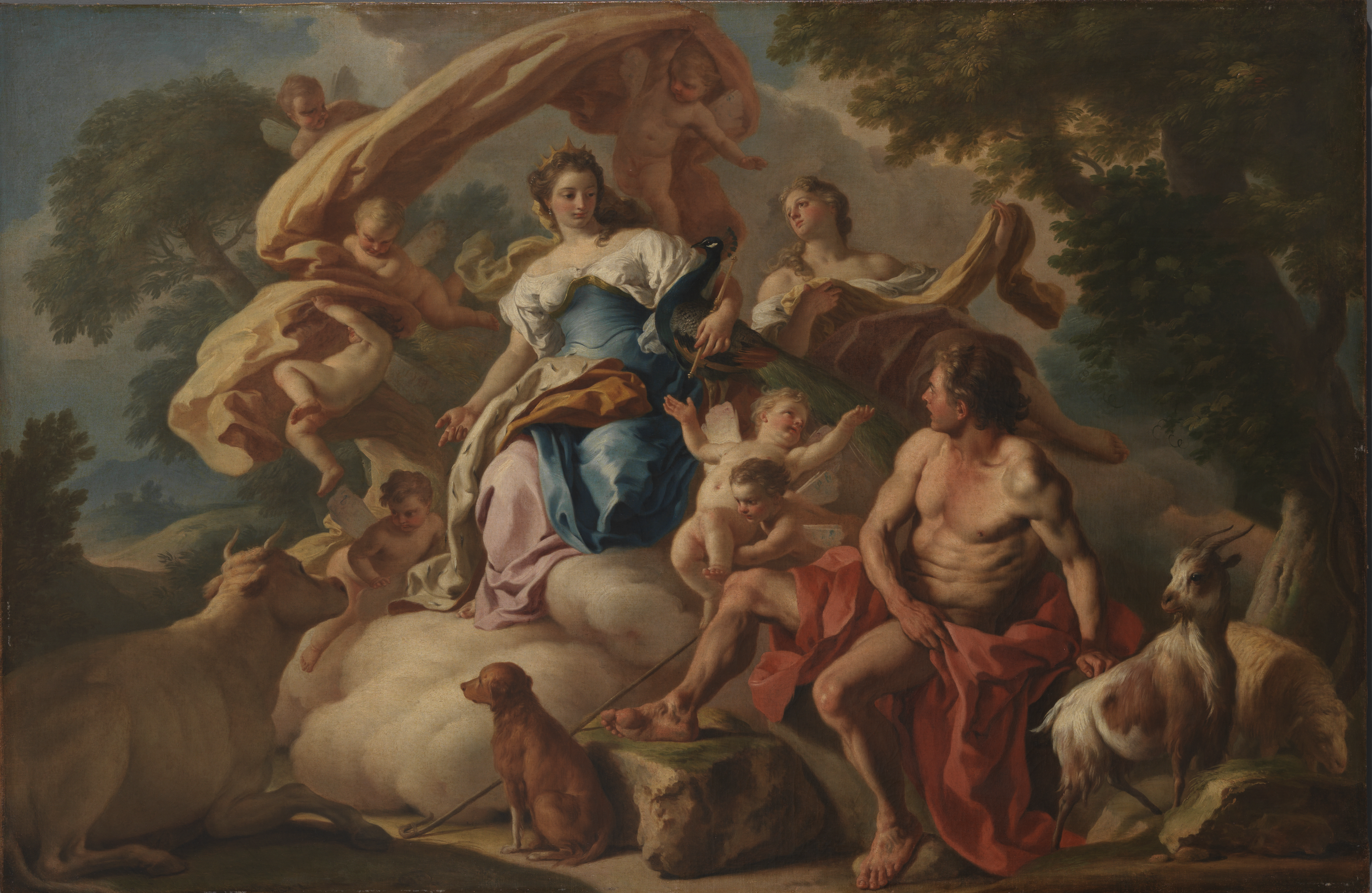
프란체스코 데 무라의 유노(헤라)가 이오를 아르고스 파놉테스에게 맡기다 (1740–1750), 이탈리아 트렌토와 로베레토 근현대미술관 소장
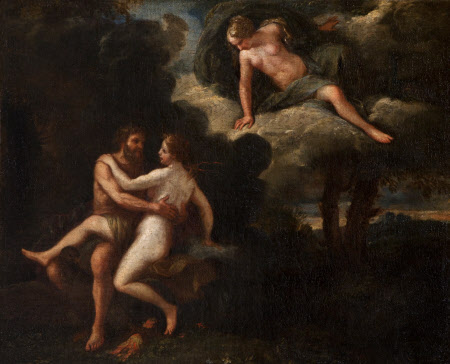
안드레아 사키와 피에르 프란체스코 몰라의 유노가 엿본 목성과 이오 (1600-1699), 케들스톤 홀, 더비셔 (공인 박물관) 소장
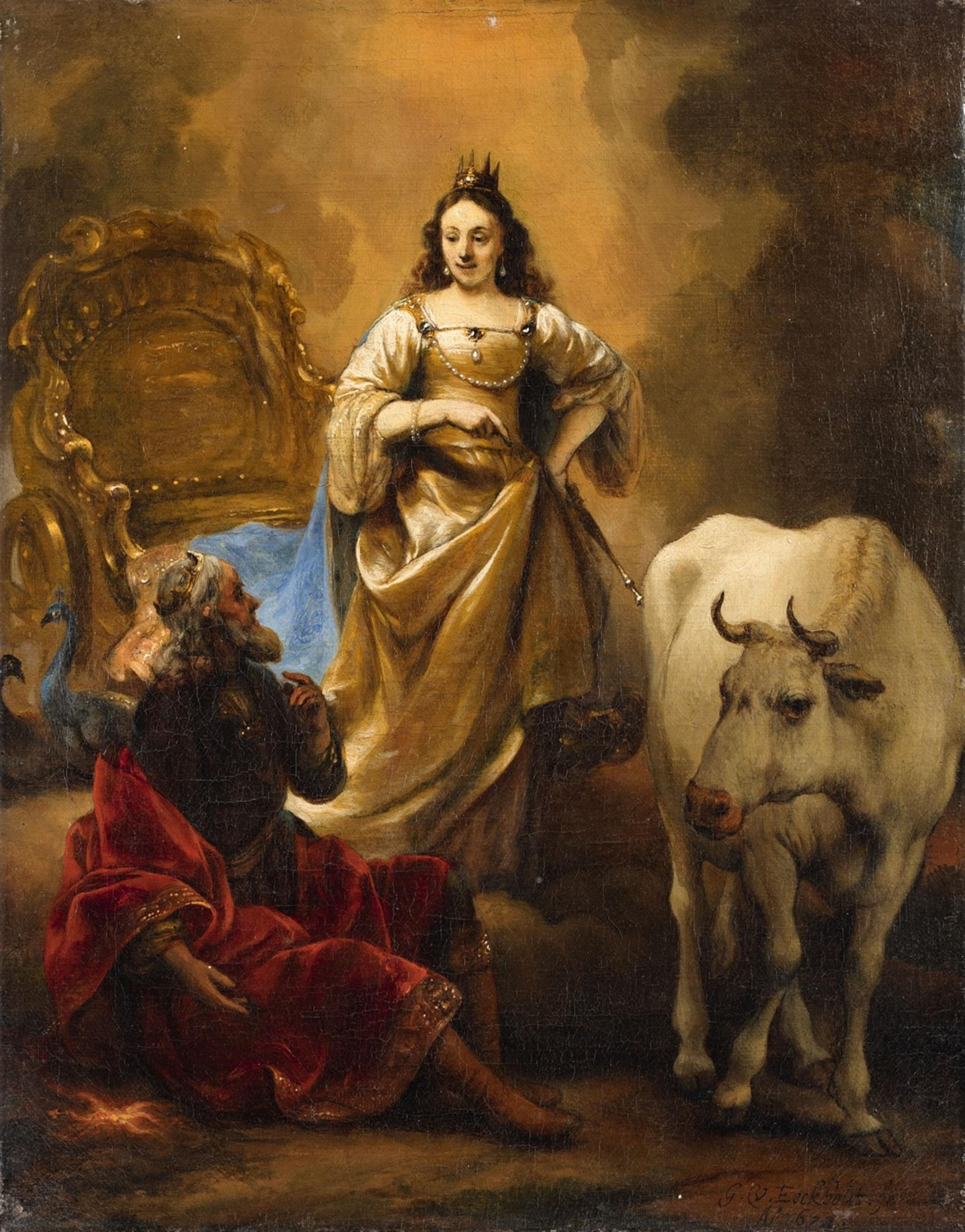
게르브란트 판 덴 에이크하우트의 유노, 목성, 그리고 이오
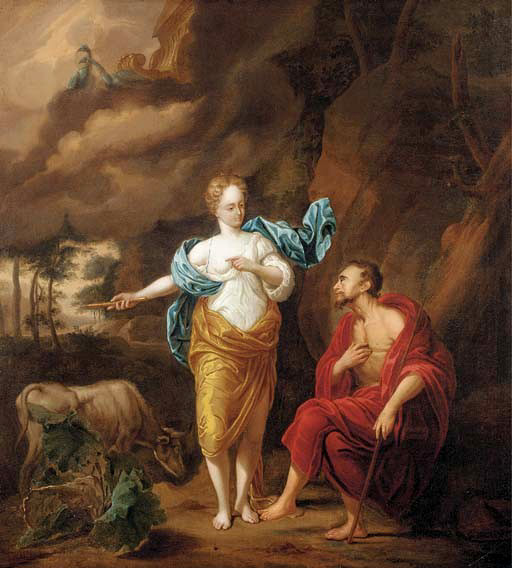
아르놀트 하우브라켄의 목성, 유노, 그리고 이오
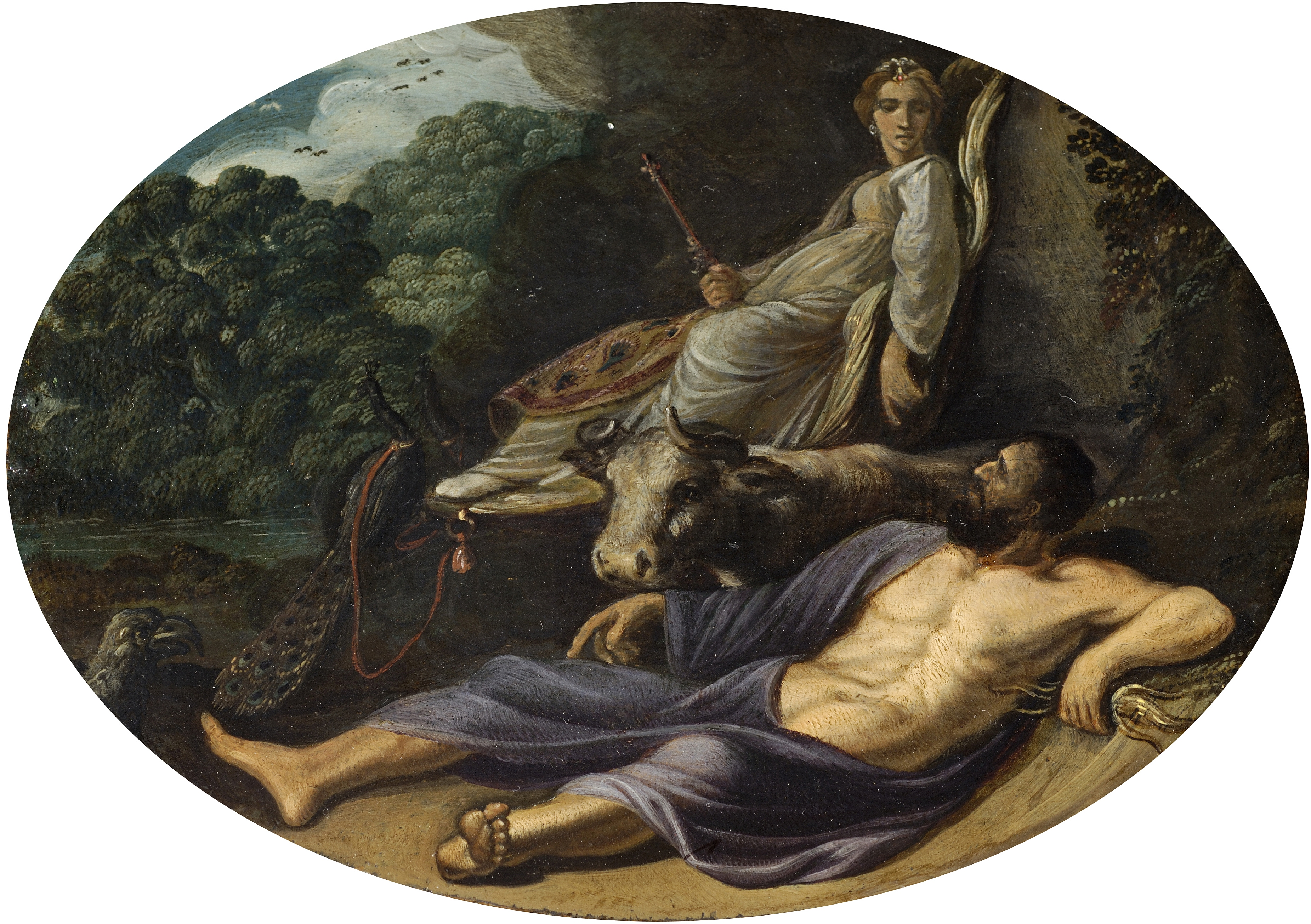
야콥 피나스의 목성과 이오, 피츠윌리엄 박물관, 영국 소장
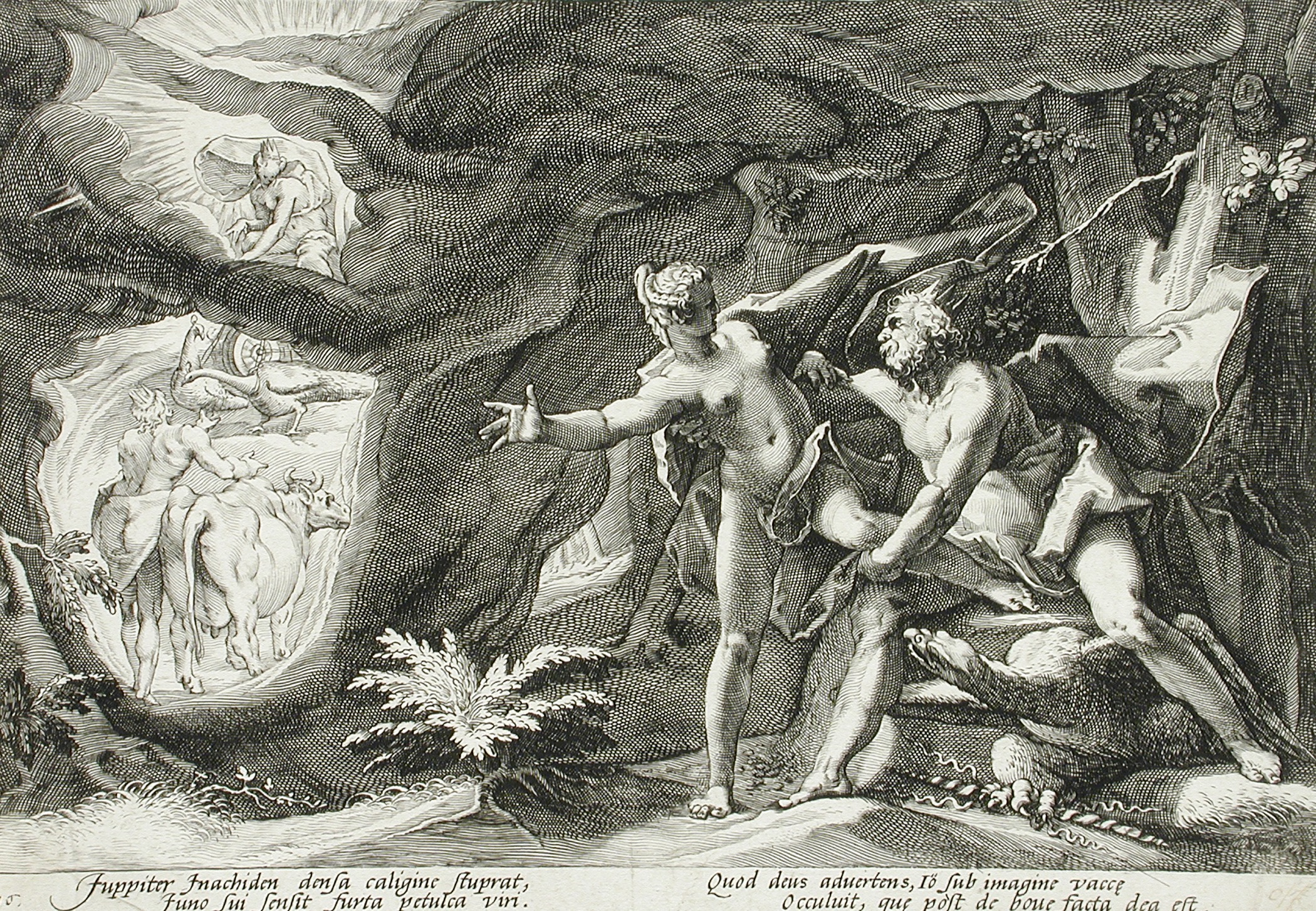
헨드릭 골치우스의 목성과 이오 (1589), 로스앤젤레스 카운티 미술관, 로스앤젤레스 소장

## 내용주
1. ↑  For Melia as wife of Inachus see
Bibliotheca (Pseudo-Apollodorus)

### 참고 문헌
- 아이스킬로스, 탄원하는 여인들 in Persians. Seven against Thebes. Suppliants. Prometheus Bound, edited and translated by Alan H. Sommerstein, 로브 클래식 라이브러리 No. 145, Cambridge, Massachusetts, 하버드 대학교 출판부, 2009. ISBN 978-0-674-99627-4. Online version at Harvard University Press.
- Anonymous (1805). 《Geoponika: Agricultural Pursuits》 II. 번역 Thomas Owen. 런던.
- Ascherson, Ferdinand (1884). 《Berliner Studien für classische Philologie und Archaeologie》. Berlin, Germany: Calvary.
- 아폴로도로스, Apollodorus, The Library, with an English Translation by Sir James George Frazer, F.B.A., F.R.S. in 2 Volumes. Cambridge, Massachusetts, 하버드 대학교 출판부; London, William Heinemann Ltd. 1921. ISBN 0-674-99135-4. Online version at the Perseus Digital Library.
- 오비디우스. 변신 이야기, Volume I: Books 1-8. Translated by Frank Justus Miller. Revised by G. P. Goold. 로브 클래식 라이브러리 No. 42. Cambridge, Massachusetts: 하버드 대학교 출판부, 1916. Online version at Harvard University Press.
- Peck, William Thane (editor), The First and Second Books of Ovid's Metamorphoses, Ginn & Company, 1900.
- Tsagalis, Christos, Early Greek Epic Fragments I: Antiquarian and Genealogical Epic, Walter de Gruyter GmbH & Co KG, 2017. ISBN 978-3-11-053287-6